# Anzat-le-Luguet
Anzat-le-Luguet – miejscowość i gmina we Francji, w regionie Owernia-Rodan-Alpy, w departamencie Puy-de-Dôme.
Według danych na rok 1990 gminę zamieszkiwało 295 osób, a gęstość zaludnienia wynosiła 4 osoby/km² (wśród 1310 gmin Owernii Anzat-le-Luguet plasuje się na 559. miejscu pod względem liczby ludności, natomiast pod względem powierzchni na miejscu 4.).